# Luciano Robotti
Luciano Robotti (Alessandria, 11 ottobre 1914 – Novi Ligure, 17 dicembre 1988) è stato un allenatore di calcio e calciatore italiano, di ruolo centrocampista.

## Carriera
In gioventù militò nell'Alessandria e nella Juventus.
Vanta 38 presenze e 9 reti in Serie A con l'Alessandria nel periodo 1935-1937. Esordì in A il 29 settembre 1935 in Alessandria-Sampierdarenese (1-1) e seguì poi la squadra grigia in Serie B dopo la retrocessione; collezionò in totale 125 presenze (più i due spareggi-promozione contro Modena e Novara del 1937-38). Con 41 reti è ancora oggi il settimo cannoniere assoluto della squadra grigia.
Giocò nuovamente in A col Modena nel 1941-1942.
Nel dopoguerra giocò in Calabria con il Catanzaro. Al periodo in giallorosso risalgono anche le prime esperienze da allenatore.
Negli anni cinquanta entrò a far parte dello staff dell'Alessandria, in Serie B. Promosso primo allenatore assieme a Franco Pedroni nel febbraio 1957 dopo l'esonero di Sperone, condusse la squadra alla promozione in massima serie (1956-57) e la allenò poi per tre stagioni in Serie A.
Morì nel dicembre 1988, a 75 anni.

## Palmarès

### Giocatore

#### Competizioni nazionali
- Serie B: 1

Modena: 1942-1943